# Bandiera di Artigas

Bandiera di Artigas

Prima versione della bandiera di Artigas.

La bandiera di Artigas è uno dei simboli nazionali della Repubblica Orientale dell'Uruguay; fu dichiarata tale da un decreto del 18 febbraio del 1952. Per disposizione di legge, deve avere le stesse proporzioni della bandiera dell'Uruguay.
La bandiera di Artigas identifica e fa onore alla figura del "Prócer" della Patria, José Gervasio Artigas. È costituita da tre frange orizzontali della stessa larghezza, con la superiore e inferiore di colore blu e quella centrale bianca. Sono attraversate diagonalmente da una banda rossa di uguale larghezza delle anteriori, che parte dall'angolo in alto vicino all'asta e termina nell'angolo inferiore opposto.

## Storia della bandiera
La bandiera fu disegnata da lui stesso, basandosi sulla bandiera creata nel 1812 da Manuel Belgrano, alla quale aggiunse il colore rosso, come simbolo del sangue versato per l'indipendenza e il federalismo, con l'obiettivo di renderla emblema della Lega Federale delle Province Unite del Río de la Plata.
Inizialmente aveva tre fasce, blu-bianco-blu, ciascuna delle cui fasce azzurre aveva al suo interno una linea rossa orizzontale. Più tardi lo stesso Artigas cambiò le due fasce orizzontali per due in diagonale, e successivamente per una soltanto, argomentando che, da lontano, era difficile distinguerle.
Fu una reazione contro il governo unitario e centralista di Buenos Aires, che era ostile ad accettare il federalismo.
Fu usata per la prima volta nella fortezza di Arerunguá il 13 gennaio del 1815; nella Provincia Orientale (l'attuale Uruguay) il 26 febbraio e ad Entre Ríos il 13 marzo.
A Montevideo fu issata per la prima volta il 26 marzo per ordine del governatore militare di Montevideo, il colonnello Fernando Otorgués.
Della Lega Federale facevano parte la Provincia Orientale, Entre Ríos, Santa Fe, Corrientes, Córdoba e Misiones. Per questo motivo il disegno coincide con la attuale provincia argentina di Entre Ríos, sebbene abbia un diverso tono di blu per diverse interpretazioni storiche e politiche.